# PLDT
PLDT, Inc. (anteriormente conhecida como Philippine Long Distance Telephone Company) é a maior empresa de telecomunicações nas Filipinas. Foi fundado em 1928 e com sede em Makati.

## Subsidiárias e afiliadas
Com base no site oficial:
- ABM Global Solutions Inc.
- ACeS Philippines
- Bonifacio Communications
- Chikka Holdings Limited
- Cignal Digital TV
- Connectivity Unlimited Resource Enterprise, Inc.
- Digital Telecommunications Philippines
- Digital Paradise
- ePLDT Ventus
- Infocom Technologies Inc.
- Mabuhay Satellite Corporation
- Maratel
- MediaQuest Holdings, Inc.
- Nation Broadcasting Corporation
- Philcom
- Piltel
- PLDT Clarktel[4]
- PLDT Global[5]
- PLDT Subictel[6]
- Smart Communications
- Smart Broadband
- Smart-NTT Multimedia, Inc.
- SPi Global
- Sun Cellular
- TV5 Network Inc.